# Pragmalingvistika
Pragmalingvistika je část jazykovědy, vědní disciplína, která studuje význam a smysl výroku mluvčího / autora psaného textu, a následné interpretování tohoto výroku příjemcem, tedy posluchačem či čtenářem. Obor se tedy zabývá záležitostmi, které v komunikaci nejsou přímo vyjádřeny, přesto jsou její neodpojitelnou součástí. Spojení jak – říct – co – komu – kdy může nejjednodušeji vysvětlit, čím se pragmalingvistika zabývá.
Pragmalingvistika je pomezní disciplína, která kooperuje s disciplínami dalšími, jako je například sociolingvistika, psycholingvistika, teorie řečové činnosti, neurolingvistika či textová lingvistika.
Termín pragmalingvistika pochází z řeckého výrazu pragma, který pojmenovává konání či jednání a je poměrně široký a může být chápan různými způsoby. Šíře chápání termínu závisí na tom, jaké jevy do něj různí autoři zahrnují a dodnes nepanuje plná shoda mezi lingvisty v rámci jeho rozsahu ani obsahu.
Pragmalingvistika je obecně chápána jako disciplína, která v rámci komunikace vnímá i faktory původně vnímané jako faktory stojící mimo. Zkoumá totiž také vliv sdělovacích prostředků, okolnostních jevů, které mohou i nemusí komunikace přímo ovlivňovat. Dále je středem výzkumu také vztah mluvčího a posluchače, nebo dokonce vliv propagandy.

## Pragmatický obrat
Lingvisté na konci 60. let 20. stol. začali zmiňovat tzv. mimojazykové jevy, kterým rovněž přikládali roli při procesu dorozumívání. V tomto ohledu mluvíme o tzv. pragmatickém obratu, či zvratu, v lingvistice. Mezi tyto pragmatické faktory, jak byly později označeny mimojazykové jevy, je možno řadit např.
- místo, čas a situace realizace výpovědi
- předešlý kontext rozhovoru
- komunikační záměr mluvčího
- sociální podmínky a vztahy účastníků
- počet účastníků
- vzdálenost mezi účastníky

Tyto mimojazykové jevy se mohou v určitých situacích přímo odrážet na volbě gramatických a lexikálních prostředků ze strany mluvčího. Z tohoto důvodu jsou pragmatické faktory často označovány za součást teorie chování, jelikož se v nich odráží funkce jazyka ve společnosti jako takové.
Pragmalingvistika byla první disciplínou v rámci jazykovědy, která začala se zkoumáním těchto mimojazykových jevů a jejich vliv na komunikační proces. V tomto ohledu má mnoho společného s teorií řečové činnosti, tzv. speech acte theory.
Do již zmíněného pragmatického obratu lze zařadit také pomalé a různorodé začátky kognitivní lingvistiky, která spojuje vliv kognitivních schopností na jazykový projev. I v rámci pragmalingvistiky se objevuje termín pragmatické kompetence, tedy schopnosti či dovednosti mluvčích na základě jejich zkušeností, znalostí či kapacit.

## Pragmalingvistika a pragmatismus
V našem prostředí byla pragmalingvistika často, i když chybně, spojována s termínem pragmatismus. Možná to bylo i důvodem, že se zde prosazovala velmi pozvolna. Pragmatismus je ovšem původem americká filozofie Charlese Sanderse, často označovaná jako tzv. filozofie života, která ze své podstaty nezkoumá komunikační proces ani jevy, které ho ovlivňují.

## Čeští představitelé
V českém prostředí se pragmalingvistikou zabývali Milada Hirschová, Petr Sgall, Světla Čmejrková, Svatava Machová či Milena Švehlová. Pavla Chejnová dokonce sepsala příručku pro učitele (Didaktické transformace pragmalingvistických témat).